# Gare de Saint-Étienne Chateaucreaux
Gare de Saint-Étienne Chateaucreaux – stacja kolejowa w Saint-Étienne, w regionie Owernia-Rodan-Alpy, we Francji. Stacja posiada 3 perony.